# Tri praščića
Tri praščića je basna u kojoj su glavni junaci životinje koje govore. Prvo izdanje priče vodi podrijetlo iz 18. stoljeća, ali se vjeruje da je priča mnogo starija. Priča je zadržala svoju popularnost i postala jedna od najprepoznatljivijih bajki zahvaljujući crtanom filmu iz 1933., koji je uradio Walt Disney.

## Priča
Majka svinja poslala je svoja tri praščića u svijet, da žive sami.
Prvi praščić napravio je kuću od slame, ali je vuk samo puhnuo u nju i raspala se. Vuk je pojeo prvog praščića.
Drugi praščić je napravio kuću od grančica, ali je vuk i nju otpuhao i pojeo drugog praščića.
Treći praščić je marljivo radio i napravio kuću od cigli. Vuk je puhao i puhao, ali nije mogao srušiti. Pokušao je prevariti praščića i ući kroz dimnjak, ali je praščić, čuvši ga, naložio vatru i pristavio kotao pun kipuće vode. Vuk, ne sluteći što ga čeka, upada u kotao skuhavši se u kipućoj vodi.

Međutim, tijekom godina je priča mijenjana i umekšavana, tako da u današnjoj verziji nitko ne biva ni pojeden ni skuhan. Prva dva praščića bježe kod trećeg brata gdje se udružuju protiv vuka. Vuk na kraju ostaje na životu, ali podučen vrijednom lekcijom, kao i prva dva praščića koja su naučila da se lijenost ne isplati.

### Disneyjev crtani
Danas je najpopularnija verzija baš ona koju je producirao Walt Disney.  U distribuciju je krenuo crtani, dana 27. svibnja 1933. godine. Dobio je Oscara za najbolji kratki animirani film.